# Neoromicia somalicus
Neoromicia somalicus é uma espécie de morcego da família Vespertilionidae. Pode ser encontrada na África ocidental, central e oriental.